# Туђинац
„Туђинац” је југословенска и хрватска телевизијска серија снимљена 1990. године.

## Улоге
| Глумац            | Улога            |
| ----------------- | ---------------- |
| Драган Деспот     | Станко Лукавац   |
| Сања Вејновић     | Маде             |
| Миљенко Брлечић   | Доно пл. Сади    |
| Дејан Аћимовић    |                  |
| Инге Апелт        |                  |
| Божидар Бобан     | Никола Пекић     |
| Љубо Ћелан        | Кочијаш          |
| Дарко Чурдо       | Лука маркиз Бона |
| Саша Дабетић      | Служавка         |
| Мира Фурлан       | Анђелија         |
| Шпиро Губерина    | Сељак            |
| Марија Кон        | Циганка          |
| Миладин Кришковић | Стари слуга      |
| Бранка Лончар     |                  |
| Ива Марјановић    |                  |
| Маро Мартиновић   | Влахо            |
| Мише Мартиновић   | Госпар Мато      |
| Бранко Менићанин  |                  |

 Остале улоге ▼
| Глумац                 | Улога        |
| ---------------------- | ------------ |
| Мустафа Надаревић      | Доктор Мирко |
| Сузана Николић         | Девојка      |
| Зоја Одак              | Родица       |
| Ксенија Пајић          |              |
| Едо Перочевић          | Жандар Васић |
| Милка Подруг Кокотовић | Маре         |
| Барбара Роко           |              |
| Круно Валентић         | Отац         |

Комплетна ТВ екипа ▼
| Редитељ              | Едуард Галић       |                          |
| Сценариста           | Едуард Галић       |                          |
| Сценариста           | Луко Паљетак       |                          |
| Сценариста           | Динко Шимуновић    | (новела)                 |
| Сценариста           | Никола Вончина     |                          |
| Сценариста           | Доминик Зен        |                          |
| Композитор           | Живан Цвитковић    |                          |
| Директор фотографије | Кармело Курсар     |                          |
| Монтажер             | Јосип Подворац     |                          |
| Сценограф            | Велимир Домитровић |                          |
| Костимограф          | Вјера Иванковић    |                          |
| Менаџер продукције   | Никша Барловић     | сет продукцијски менаџер |